# Green Valley (hrabstwo Solano)
Green Valley – jednostka osadnicza w Stanach Zjednoczonych, w stanie Kalifornia, w hrabstwie Solano.